# Palestine aux Jeux olympiques d'été de 2000
La Palestine a envoyé 2 athlètes aux Jeux olympiques de 2000 à Sydney en Australie.

## Résultats

### Athlétisme
20 km marche homme :
- Rami Deeb :1 heure, 32 minutes et 32 secondes : 44e place au classement final

### Natation
50m libre femme :
- Samar Nassar : 30 s 05 ; 65e place au classement final